# De Novis quibusdam Plantarum familiis Expositio
De Novis quibusdam Plantarum familiis Expositio (abreviado Nov. Pl. Expos.) es un libro con ilustraciones y descripciones botánicas que fue escrito  por el naturalista y botánico alemán-holandés Carl Ludwig Blume. Fue publicado en 1833 con el nombre de De Novis quibusdam Plantarum familiis Expositio et ohm jam exposilarum enumeratio.